# Багратионовское городское поселение
Багратио́новское городско́е поселе́ние — упразднённое муниципальное образование в составе Багратионовского района Калининградской области. В состав поселения входил единственный населённый пункт — город Багратионовск.

## История
Багратионовское городское поселение образовано 30 июня 2008 года в соответствии с законом Калининградской области № 253.
Законом Калининградской области от 18 октября 2016 года № 3, 1 января 2017 года все муниципальные образования Багратионовского муниципального района — Багратионовское городское поселение, Гвардейское, Долгоруковское, Нивенское и Пограничное сельские поселения — были преобразованы, путём их объединения, в Багратионовский городской округ.

## Население
| 2002 | 2010  | 2012  | 2013  | 2014  | 2015  | 2016  |
| ---- | ----- | ----- | ----- | ----- | ----- | ----- |
| 7216 | ↘6400 | ↗6462 | ↘6292 | ↘6229 | ↘6197 | ↗6317 |